# 1067
El 1067 (MLXVII) fou un any comú començat en dilluns del calendari julià.

## Esdeveniments
- Construcció del Castell de Wartburg (no provat)

## Necrològiques
- 22/23 de maig: Constantí X Ducas, emperador romà d'Orient[1]